# Nicolai Abildgaard
Nicolai Abraham Abildgaard, född den 11 september 1743 i Köpenhamn, död den 4 juni 1809, var en dansk konstnär. Han var son till Søren Abildgaard och bror till Peter Christian Abildgaard. 

## Biografi

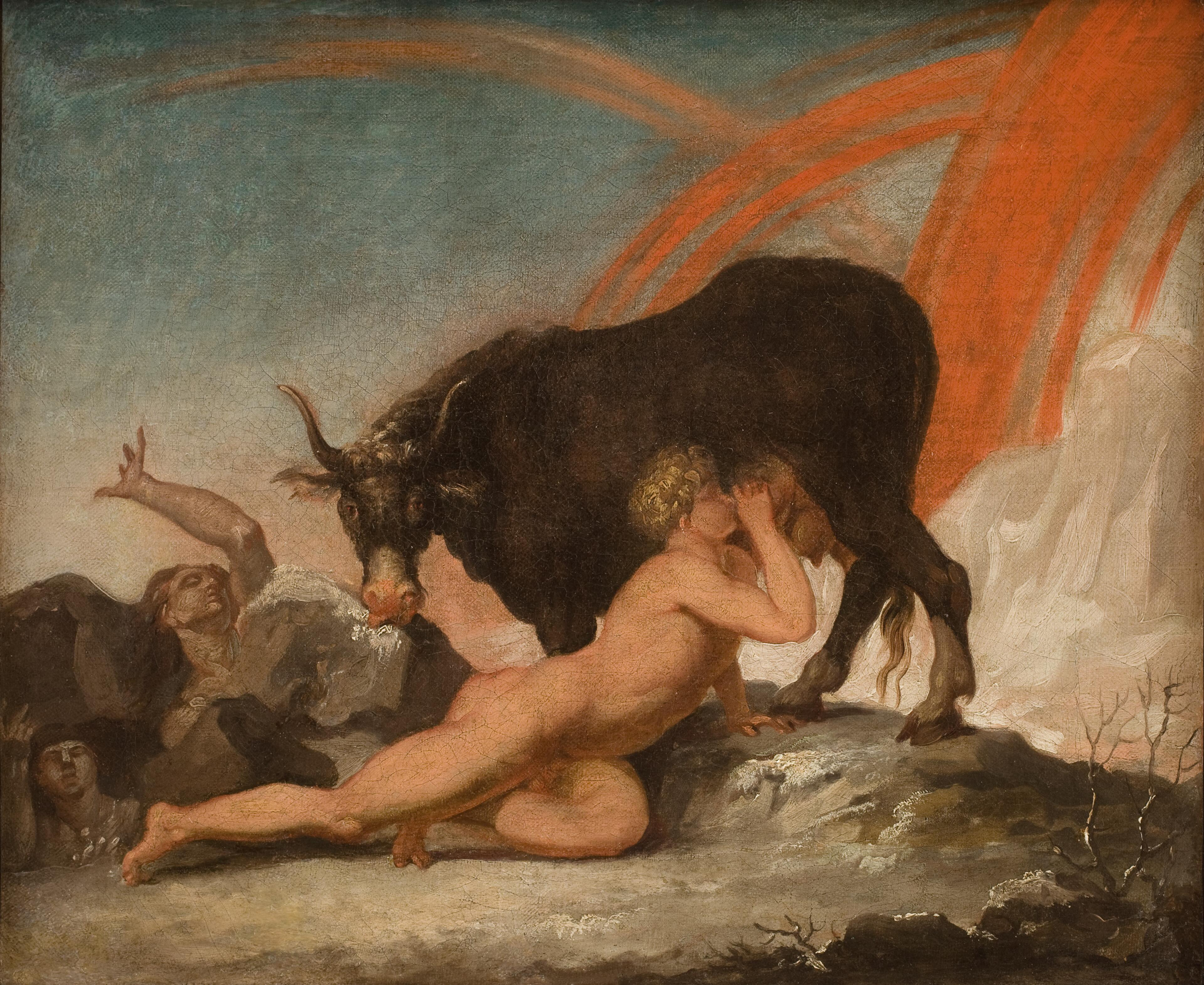
Ymer diar Audhumbla målning, cirka 1777.

Abildgaard studerade först vid konstakademien i Köpenhamn 1764–1767 och därefter i Rom 1772–1777. Hemkommen blev han medlem av akademien och professor samt var akademiens direktör 1789–1791 och från 1801 till sin död. Som akademichef var han både myndig och mäktig. Abildgaard var en grundlärd konstnär, rastlöst verksam, studerade i Rom konstens alla grenar, utförde sedan utom målningar skulpturer, ritningar till möbler och husgeråd i antik stil, sysslade även med arkitektur och gav ritningen till "Frihetspelaren" (Frihedsstøtten) på Vesterbro i Köpenhamn. I hans målningar var lärdomen och böjelsen för rebusartade, låt vara sinnrikt uttänkta, allegorier starkt framträdande. Själsaristokraten betraktade de icke-klassiskt bildade med suverän ringaktning samt vände yttervärlden och det levande livet ryggen för att ostörd av tidens strömningar och idéer fördjupa sig i filosofiska spekulationer och ge dem uttryck i sin konst. Denna verkar ansträngd och kall, men den vilar på allvarliga och solida studier och visar stor skicklighet. 
Av hans målningar finns Filoktet, Ossian, Anakreon, scener ur Terentius lustspel och ur Holbergs Niels Klim med flera i konstmuseet i Köpenhamn. Av den omfattande serien fosterländska målningar med historiskt och allegoriskt innehåll, som han på beställning utförde för Christiansborgs riddarsal, förstördes sju vid slottets brand 1794, och endast tre räddades – de förvaras nu på Kronborg. Genom sin strängt skolade stil utövade Abildgaard ett höjande inflytande på den danska konsten – någon skola bildade han likväl aldrig. Abildgaard var vän och stod i livlig förbindelse med Johan Tobias Sergel som han lärt känna under studieåren i Rom. Dennes brev till Abildgaard finns i Sergelska bref, utgivna av Georg Göthe (1900).
Emellertid väckte Abildgaards husliga lycka i ett andra äktenskap på nytt hans målarkonst, och från de sista tio åren märks dels en rad stafflibilder med antika motiv i en mild och varm helhetston, dels de nu i Kunstmuseet befintliga Poussinaktiga, dekorativa arkitekturkompositioner med agerande figurer ur antika komedier, som han målade för sin professorsbostad på Charlottenborg.
Abildgaards namn råkade senare på 1800-talet komma i vanrykte, man talade om hans ”torra” klassicism, och hans produktion under åren kring 1790 syntes ge belägg för en dålig färgsmak.
Numera räknas Abildgaard till Danmarks förnämsta konstnärer och anses som grundläggaren av nyklassicismens stora figurstil i dansk måleri. Att han inte blott ägde den linjerytmiska och plastiska begåvningen utan även kunde ge mustigt liv åt färgen, visas särskilt av äldre småbilder så som de humörfyllda illustrationerna till Holbergs satiriska roman ”Niels Klím” på Kunstmuseet. Abildgaard finns representerad vid bland annat Nationalmuseum i Stockholm.
Abildgaard gifte sig 1781 med Anna Marie (Nancy) Oxholm (1762–1822). Makarna fick en son som levde till fyra års ålder. Abildgaard avslöjade sin hustruns otrohet med kammarherren Reinhard von Eppingen(da); paret lämnade 1785 Danmark och bosatte sig i Henckelska gården i Helsingborg. Abildgaard träffade 1799 Juliane Marie Ottesen (1777–1848) som han 1803 gifte sig; de fick två söner och en dotter. Han dog 1809 vid Frederiksdal i Virum och är begravd på Assistenskyrkogården i Köpenhamn.